# Acalolepta persimilis
Acalolepta persimilis är en skalbaggsart som först beskrevs av Charles Joseph Gahan 1907.  Acalolepta persimilis ingår i släktet Acalolepta och familjen långhorningar. Inga underarter finns listade i Catalogue of Life.